# Захаркино (Торопецкий район)
Захаркино — деревня в Торопецком районе Тверской области России. Входит в состав Понизовского сельского поселения.

## Этимология
Название деревни происходит от имени Захар.

## География
Деревня расположена в восточной части района. Находится на расстоянии примерно 30 км к северо-востоку от города Торопец. Ближайшие населённые пункты — деревни Сушино и Мартисово.
Климат
Деревня, как и весь район, относится к умеренному поясу северного полушария и находится в области переходного климата от океанического к материковому. Лето с температурным режимом +15…+20 °С (днём +20…+25 °С), зима умеренно-морозная −10…−15 °С; при вторжении арктических воздушных масс до −30…-40 °С.
Среднегодовая скорость ветра 3,5—4,2 метра в секунду.

## История
На топографической карте Фёдора Шуберта, изданной в 1871 году, обозначена деревня Захаркина. Имела 6 дворов.
На карте РККА 1923—1941 годов обозначена деревня Захаркино. Имела 24 двора.

## Население
| 2010 |
| ---- |
| 8    |

В 2002 году население деревни составляло 12 человек.
Национальный состав
Согласно результатам переписи 2002 года, в национальной структуре населения русские составляли 83 % от жителей.